# Adam Buczek
Adam Buczek (ur. 9 sierpnia 1978) – polski piłkarz występujący na pozycji obrońcy, trener piłkarski.

## Kariera piłkarska
W trakcie swojej kariery Buczek występował na pozycji obrońcy i reprezentował barwy takich klubów jak Zagłębie Lubin, Górnik Polkowice, Chrobry Głogów oraz Iskra Kochlice.

## Kariera trenerska
Jako trener prowadził m.in. drużynę rezerw Zagłębia Lubin, a także zespół Młodej Ekstraklasy, z którym dwukrotnie świętował mistrzostwo. W sezonie 2011/12 pełnił w Zagłębiu funkcję asystenta Pavela Hapala. 2 lipca 2012 roku objął funkcję szkoleniowca KS-u Polkowice, jednak rok później powrócił do Lubina, by ponownie objąć posadę asystenta. 31 lipca zastąpił zwolnionego Hapala na stanowisku pierwszego trenera Zagłębia. 4 sierpnia 2013 roku zadebiutował w nowej roli podczas zremisowanego 0:0 meczu ligowego z Lechem Poznań. 27 września funkcję pierwszego trenera Zagłębia powierzono Orestowi Lenczykowi, zaś Buczek został włączony do jego sztabu szkoleniowego. Następnie asystował Rafałowi Ulatowskiemu trenującemu GKS Bełchatów. W rundzie jesiennej sezonu 2016/2017 prowadził III-ligowy KS Polkowice, zaś 3 stycznia 2017 został pierwszym trenerem I-ligowej Wisły Puławy. W sezonie 2018/19 został trenerem trzecioligowych rezerw Zagłębia Lubin. W 2021 objął stanowisko dyrektora Akademii Zagłębia.

## Statystyki trenerskie
(stan na 27 września 2013)
| Klub           | Kraj    | Od            | Do               | Ogółem | Ogółem | Ogółem | Ogółem | Ogółem |
| Klub           | Kraj    | Od            | Do               | M      | Z      | R      | P      | Zwy %  |
| -------------- | ------- | ------------- | ---------------- | ------ | ------ | ------ | ------ | ------ |
| KS Polkowice   | Polska  | 2 lipca 2012  | 30 czerwca 2013  | 35     | 16     | 8      | 11     | 45,71% |
| Zagłębie Lubin | Polska  | 31 lipca 2013 | 27 września 2013 | 8      | 3      | 2      | 3      | 37,5%  |
| Łącznie        | Łącznie | Łącznie       | Łącznie          | 43     | 19     | 10     | 14     | 44,19% |

## Sukcesy

### Zagłębie Lubin
- Młoda Ekstraklasa (2): 2009/10, 2010/11